# Convenzione di Alessandria
La convenzione di Alessandria, altrimenti nota come armistizio di Marengo, fu un accordo siglato tra il generale francese Louis Alexandre Berthier ed il generale austriaco Michael von Melas il 15 giugno 1800. Gli austriaci, sconfitti il giorno prima a Marengo e ormai circondati dalle forze repubblicane, si trovarono costretti a firmare l'armistizio e a capitolare la fortezza di Alessandria, nella quale erano rinchiuse le loro ultime forze. 

## Antefatti
La guerra della Seconda coalizione era entrata già nel secondo anno di conflitti, con Italia e Germania rimasti come gli unici due fronti attivi rimasti sul continente europeo. Ad aprile, il generale Melas aveva sferrato una pesante offensiva sulle posizioni difese dal generale Massena in Liguria, sconfiggendo l'Armata d'Italia e separandola in due tronconi: il primo, sotto la guida di Suchet, aveva progressivamente perso terreno e si era posizionato a difesa del Var mentre il secondo, guidato personalmente da Massena, si era chiuso a Genova, assediato dalle forze anglo-austriache.
Napoleone, allora, mise in atto la sua strategia, rigorosamente tenuta segreta fino a quel momento: dopo aver allestito nei mesi precedenti un nuovo esercito, la cosiddetta "Armata di Riserva", si era diretto verso Ginevra ed aveva valicato le Alpi, sbucando in Valle d'Aosta, diretto a sud, verso la Pianura Padana. Con il suo esercito, poi rafforzato da un contingente proveniente dall'Armata del Reno, Napoleone aveva occupato Milano e virtualmente circondato gli austriaci. La morsa sull'esercito asburgico si stava lentamente stringendo e i luogotenenti di Melas non sembravano in grado di contribuire efficacemente, come dimostrato a Montebello.

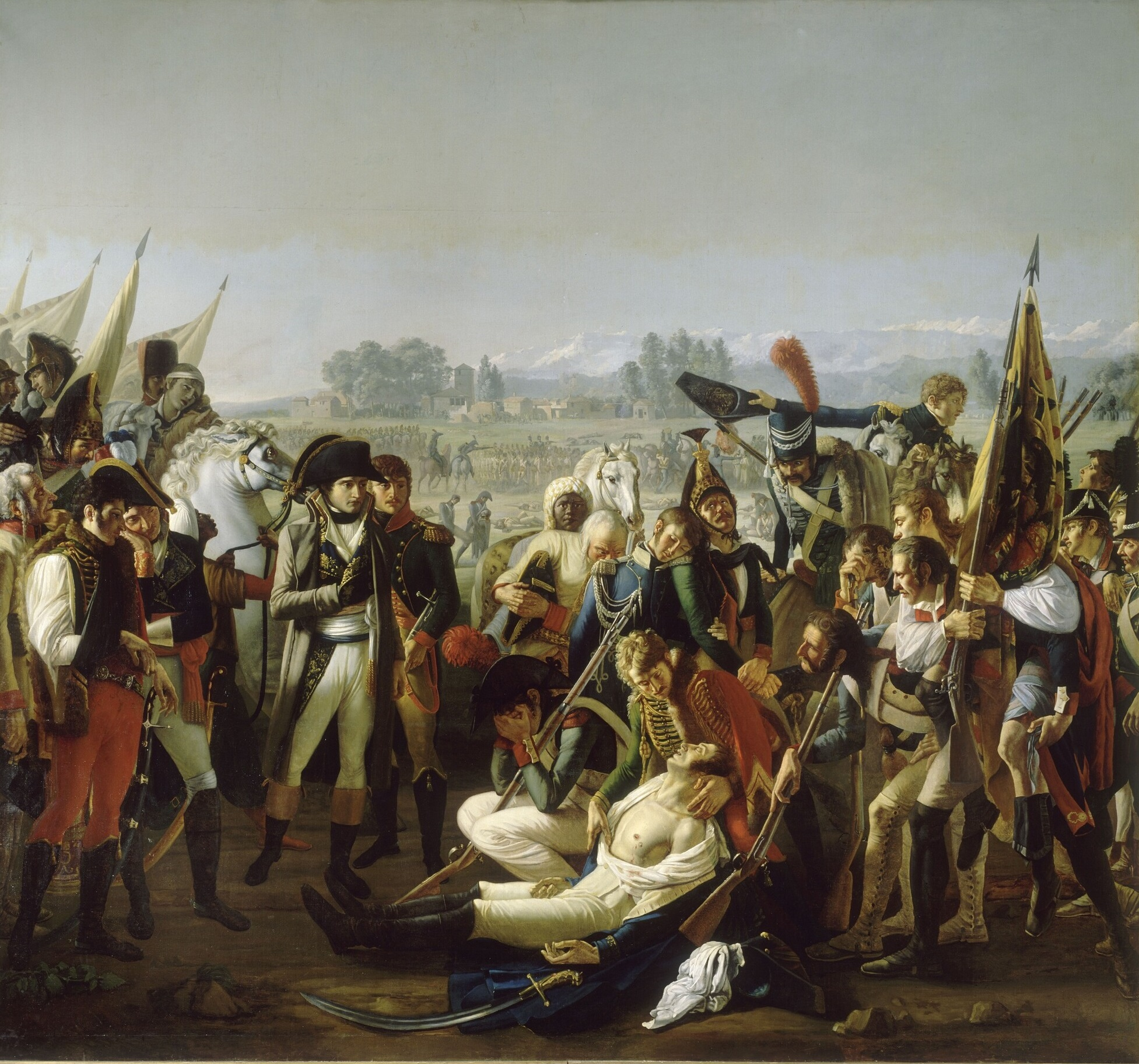
La morte di Desaix, ucciso durante la battaglia di Marengo

Il 14 giugno, nei pressi di Alessandria, Melas decise di far uscire le proprie truppe dalla fortezza ed attaccare le avanguardie francesi. Il conflitto, poi estesosi all'intero corpo principale dell'esercito di Napoleone, fu lo scontro decisivo tra le due fazioni: inizialmente gli austriaci ebbero la meglio, tanto che verso le 14 la battaglia sembrava conclusa in loro favore. Tuttavia, l'arrivo delle forze della divisione Desaix rovesciò le sorti della battaglia: i francesi passarono all'attacco e travolsero gli austriaci, ormai stanchi e già convinti che lo scontro si fosse concluso con una loro vittoria. Alla fine della giornata, le forze di Melas furono costrette a tornare nella fortezza con i repubblicani in trionfo all'esterno delle mura. Il Primo console, che stava preparando le sue truppe all'attraversamento della Bormida, si aspettava che gli austriaci tentassero di ingaggiare nuovamente battaglia anche il 15 giugno ma, alle 4 del mattino, un diplomatico austriaco uscì da Alessandria sotto bandiera bianca, chiedendo un armistizio: Napoleone accettò immediatamente. Si convenne pertanto alla cessazione delle ostilità fino ad ulteriore conferma da parte della corte viennese.

## Il trattato

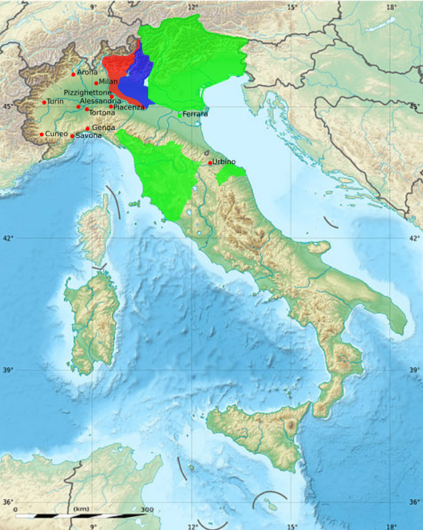
Modifiche territoriali dettate dalla Convezione di Alessandria

Gli articoli del testo completo furono 15:
1. La cessazione delle ostilità tra forze imperiali e forze repubblicane sino ad ulteriori decisioni della corte di Vienna.
2. Le forze imperiali in Pianura Padana avrebbero dovuto ritirarsi dietro al Mincio, per quanto concernesse la riva settentrionale del Po, e dentro Ferrara, per quanto riguardasse la riva meridionale.
3. Le Marche e la Toscana sarebbero state occupate dalle armate imperiali.
4. Le forze repubblicane avrebbero occupato tutta la pianura sino alla linea formata dai fiumi Chiese, Oglio e Po.
5. Il territorio tra il Chiese, l'Oglio ed il Mincio sarebbe stato considerato territorio neutrale. Gli austriaci avrebbero potuto prendere per sé le provvigioni all'interno dell'ex ducato di Mantova mentre i francesi avrebbero potuto fare lo stesso nella provincia di Brescia.
6. Le fortezze di Tortona, Torino, Pizzighettone, Milano, Alessandria, Piacenza e Arona sarebbero state consegnate ai francesi entro il 20 giugno.
7. Le fortezze di Cuneo, Genova, Savona e Ceva sarebbero state consegnate ai francesi entro il 24 giugno.
8. Il forte di Urbino sarebbe stato consegnato ai francesi entro il 26 giugno.
9. L'artiglieria di forgia austriaca sarebbe rimasta alle forze imperiali; l'artiglieria di forgia italiana o francese sarebbe andata ai francesi; tutte le munizioni sarebbero state divise equamente tra le due parti.
10. Tutte le guarnigioni avrebbero ricevuto l'onore delle armi ed avrebbero dovuto recarsi per la via più breve possibile verso Mantova.
11. L'esercito austriaco avrebbe raggiunto Mantova via Piacenza diviso in tre colonne. La prima avrebbe viaggiato dal 16 al 20 giugno, la seconda dal 20 al 24 ed infine la terza dal 24 al 26 giugno.
12. Gli austriaci Saint-Julien, de Schwertinck, Brun e Telsiégé ed i francesi Dejean, Daru, Stabenrath e Mossel sarebbero stati nominati commissari allo scopo di provvedere all'esecuzione degli articoli della convenzione.
13. Sarebbero stati vietati i maltrattamenti verso ogni militare austriaco e, simmetricamente, tutti gli oppositori politici incarcerati dagli austriaci nella Repubblica Cisalpina durante la guerra avrebbero dovuto essere rilasciati.
14. In attesa della risposta da Vienna, le due armate non avrebbero potuto riprendere le ostilità prima di 10 giorni.
15. Durante la sospensione dei combattimenti, nessuna delle due parti avrebbe potuto inviare distaccamenti destinati alla Germania.

La convenzione fu firmata dal generale Berthier, formalmente a capo dell'Armata di Riserva, e dal generale Melas, con validità immediata.

## Conseguenze

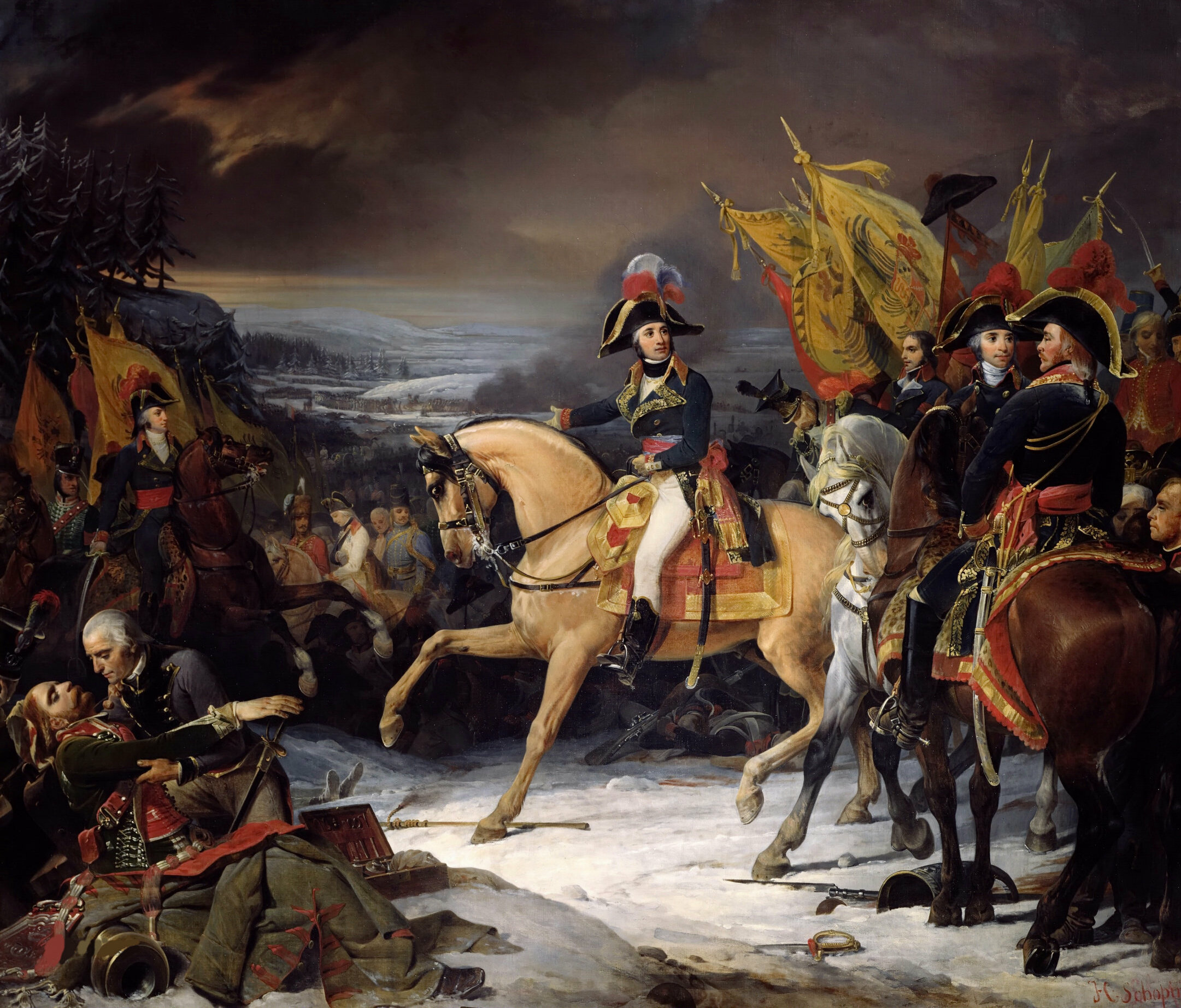
La battaglia di Hohenlinden, l'altro decisivo scontro oltre a Marengo

Dopo la firma della convenzione, Napoleone raggiunse Milano il 17 giugno: riorganizzò la Repubblica Cisalpina e riformò l'esercito, nominando Massena come suo comandante. Dopodiché si avviò verso la Francia: in un mese esatto aveva attraversato le Alpi e sconfitto gli austriaci, costringendoli ad una resa totale. L'Italia settentrionale era tornata sotto l'egemonia francese e la popolarità del Console avrebbe a breve raggiunto il suo picco. Inoltre, avendo ricevuto notizia della convenzione di Alessandria, anche i due eserciti impegnati in Germania firmarono un armistizio con condizioni molto simili.
I diplomatici francesi e austriaci cercarono di raggiungere degli accordi per terminare la guerra per i cinque mesi successivi. In realtà, però, il cancelliere Thugut aveva già ricevuto enormi finanziamenti dal Regno Unito per proseguire il conflitto. Per questo motivo, le trattative diplomatiche non si conclusero in tempo e le due parti ripresero le ostilità: gli equilibri tra le forze, tuttavia, erano profondamente mutati e le due battaglie di Hohenlinden e di Pozzolo, terminate con due decisive vittorie francesi, posero effettivamente fine alla lotta armata. Gli austriaci firmarono poco dopo l'armistizio di Steyr e la pace di Lunéville.